# Cacia flavoguttata
Cacia flavoguttata là một loài bọ cánh cứng trong họ Cerambycidae.